# Camillo Mariani

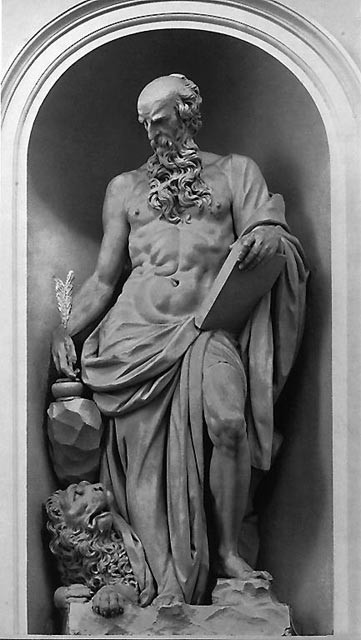
Svatý Jeroným, San Bernardo alle Terme.

Camillo Mariani (1565 Vicenza – 1611 Řím) byl italský barokní sochař.
Vyučil se v dílně prominentního benátského manýristického sochaře Alessandro Vittoria, a roku 1597 se přestěhoval do Říma. Jeho první římskou zakázkou byla štuková výzdoba kostelů San Bernardo alle Terme (1600) a Gesù. Typickou ukázkou jeho stylu je Sv. Kateřina z Alexandrie. Jeden z jeho žáků, Francesco Mochi, převzal po smrti Marianiho jeho dílnu.